# Liptovská Teplička
Liptovská Teplička (bis 1927 slowakisch ohne Namenszusatz „Teplička“; deutsch Zeplitschke, ungarisch Teplicska) ist eine Gemeinde in der Ostslowakei.

## Lage

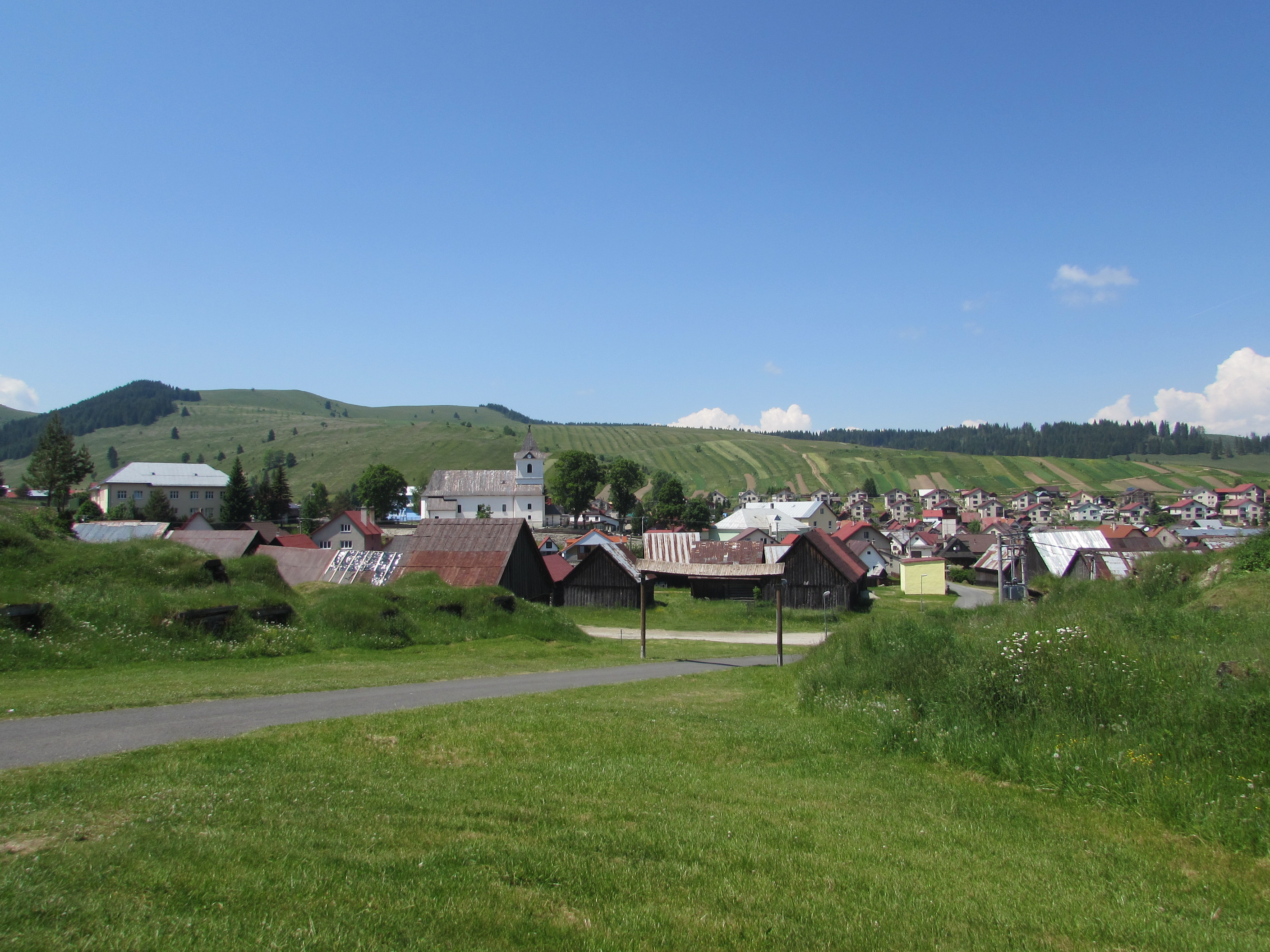
Liptovská Teplička

Die Gemeinde Liptovská Teplička liegt in der historischen Region Liptau (Liptov) am nördlichen Rand der Niederen Tatra am Fuß des Berges Kráľova hoľa. Durch das Dorf fließt die Čierny Váh (Schwarze Waag), einer der Quellflüsse der Waag. Liptovská Teplička liegt geschützt in einem Tal. Die Kreisstadt Poprad ist 22 km entfernt.

## Geschichte
Der Ort wurde 1634 erstmals erwähnt, er wurde von den Goralen aus den Regionen Arwa und Kysuce besiedelt. Offenbar muss die Besiedlung dieses Platzes früher erfolgt sein: Die noch heute gut erkennbare streifenförmige Einteilung der Feldflur lässt an ein Waldhufendorf denken.
Sie besaß von 1916 bis 1972 einen eigenen Bahnhof an der heute nicht mehr existierenden Schmalspurbahn Považská lesná železnica.

## Bevölkerung
| Jahr                | 1994 | 2004    | 2014    | 2024    |
| ------------------- | ---- | ------- | ------- | ------- |
| Anzahl der Personen | 2180 | 2293    | 2434    | 2362    |
| Unterschied         |      | +5,18 % | +6,14 % | −2,95 % |

| Jahr                | 2023 | 2024    |
| ------------------- | ---- | ------- |
| Anzahl der Personen | 2380 | 2362    |
| Unterschied         |      | −0,75 % |

## Sehenswürdigkeiten und Tourismus

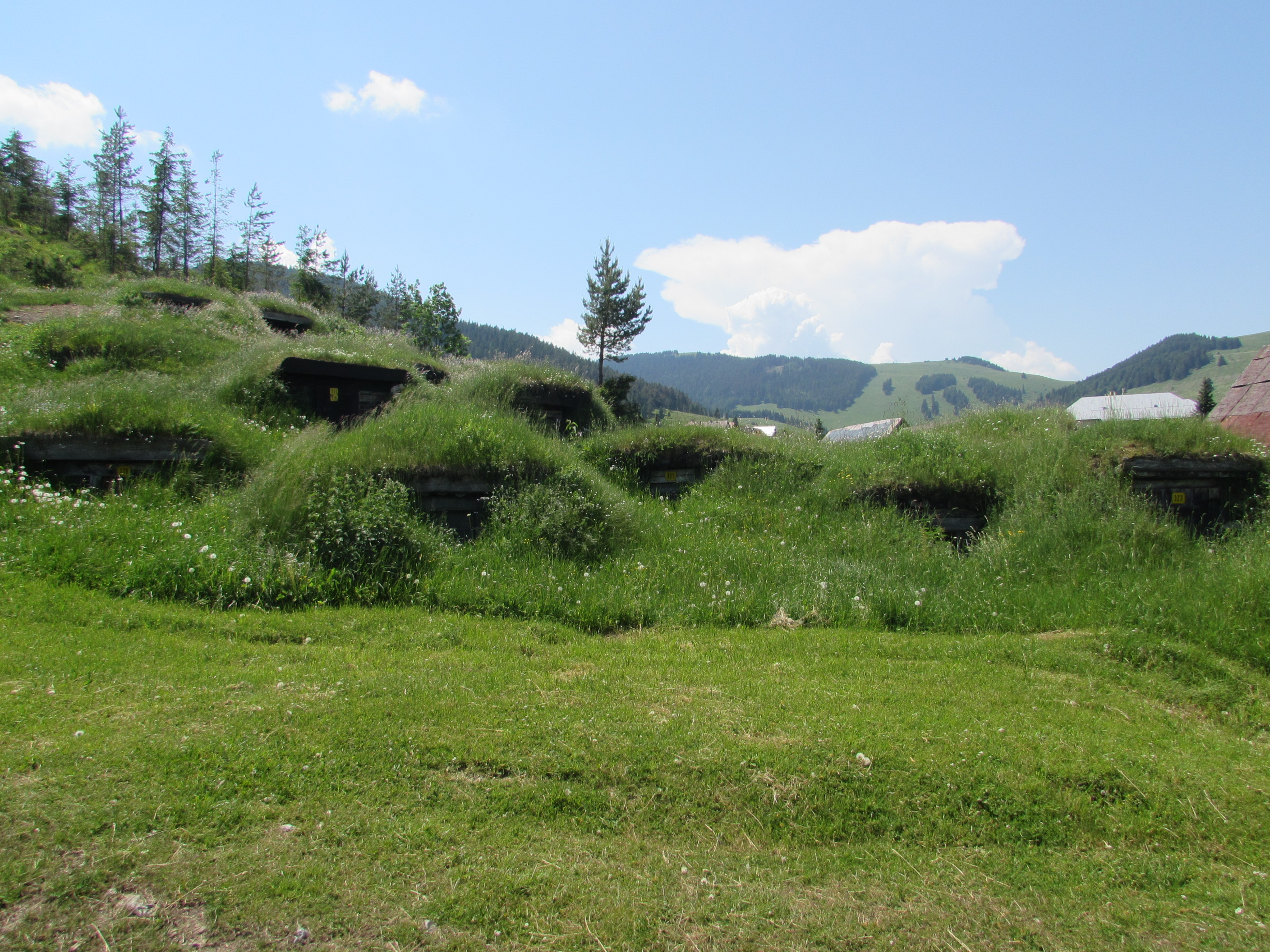
Kartoffellager am südlichen Dorfrand

Sehenswürdigkeiten im Dorf sind die barocke römisch-katholische Kirche des Hl. Nikolaus aus dem Jahr 1759, das Teplička-Zimmer (Teplická izba) mit einer Ausstellung von historischen Fotografien und Gegenständen und das Teplička-Haus (Teplický dom), eine Ausstellung eines traditionellen Bauernhauses. Liptovská Teplička ist Ausgangspunkt für Wanderungen im Nationalpark Niedere Tatra. Im Dorf gibt es mehrere Schilifte und einige Pensionen. Am südlichen Ortsrand befinden sich in den Hang der Niederen Tatra gebaute Kühlräume beziehungsweise Gemüsekeller.